# Hubble (film)
Pour les articles homonymes, voir Hubble.
Pour plus de détails, voir Fiche technique et Distribution.
Hubble (également connu sous le nom de Hubble 3D ou IMAX : Hubble 3D) est un film documentaire sorti en 2010 et réalisé par Toni Myers. Il est issu d'une collaboration entre la NASA, les studios Warner Bros. et IMAX Corporation. En France, le film est projeté à la Cité de l'Espace de Toulouse ainsi qu'au Futuroscope dans l'Imax 3d.

## Synopsis

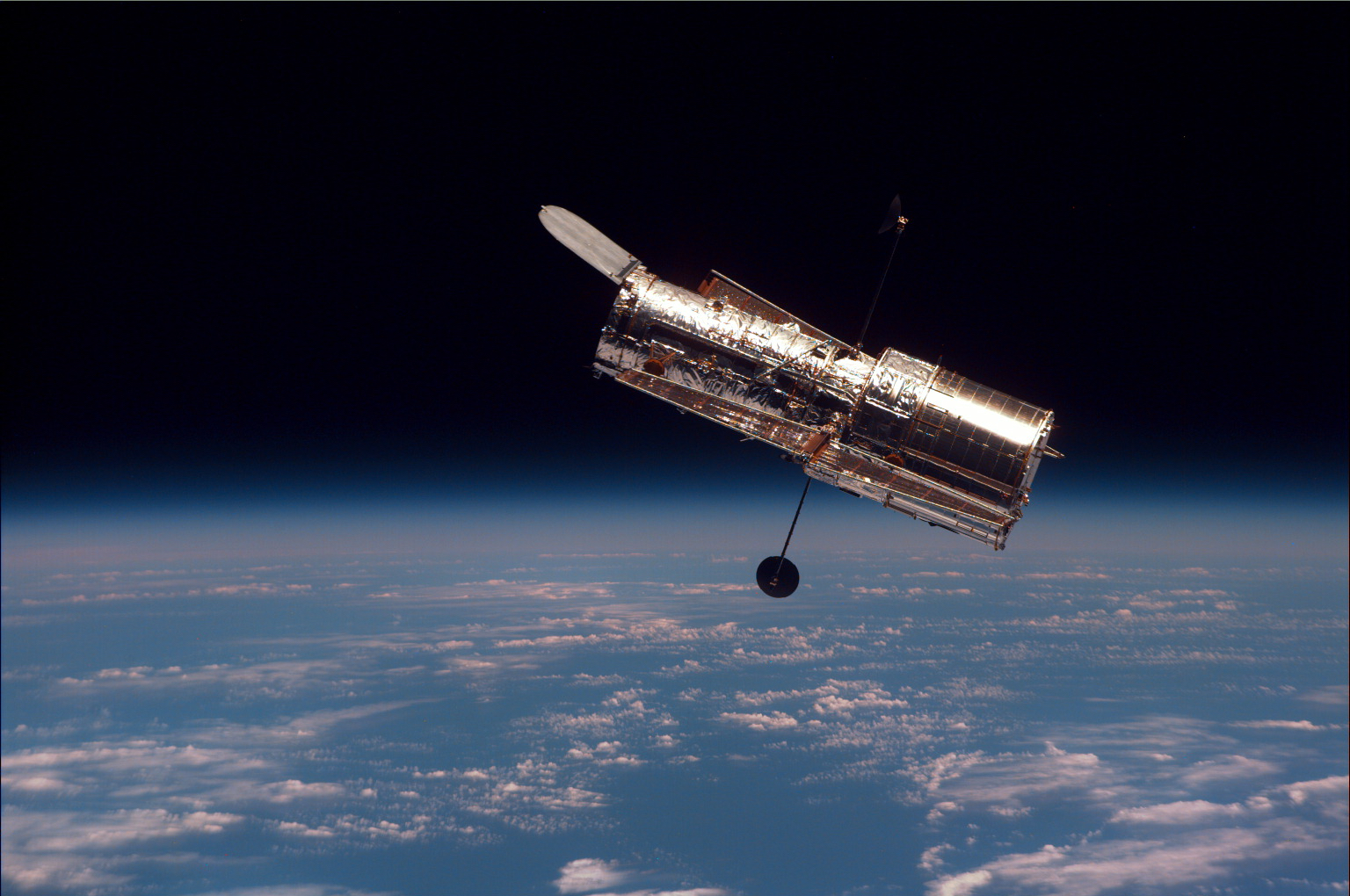
Le télescope spatial Hubble vu de la Navette spatiale Discovery pendant la seconde mission de maintenance du télescope, STS-82

Mai 2009 : La navette Atlantis, avec à son bord sept astronautes part pour une mission de réparation et de mise à niveau du télescope spatial Hubble. D'une durée de 13 jours, cette mission permet l'installation d'une caméra à grand champ (WFC-3) et d'un spectrographe des origines cosmiques (COS) ; la réparation des instruments ACS et de l'instrument STIS (en) ; ainsi que le remplacement des batteries, gyroscopes et de l'instrument FGS. À bord de l'appareil, une caméra IMAX 3D a permis à l'équipe de filmer la mission.

## Critiques
Avec une moyenne de 7,9/10 sur 35 avis, le film affiche des critiques qui dans leur majorité sont positives. En outre, le site Metacritic fait état d'un score de 79 sur 100, indiquant des avis généralement favorables.